# Mons
Mons je (francoska izgovorjava: [mɔ̃s]; flamsko, nizozemsko Bergen, nemško Bergen; lokalno valonsko/pikardsko Mont) je valonsko mesto in občina z okoli 100.000 prebivalci v belgijski provinci Hainaut, katere glavno mesto je. 
V bližini mesta se nahaja Vrhovni poveljnik zavezniških sil za Evropo (SACEUR).